# Bryan Stevenson
Bryan Stevenson (Milton (Delaware), 14 november 1959) is een Amerikaans mensenrechtenactivist en hoogleraar rechtsgeleerdheid.
Hij werd bekend om zijn strijd tegen vooroordelen in het rechtssysteem over arme mensen en kleurlingen en zet zich in om onrechtvaardige doodstraffen tegen te gaan, met name in het zuiden van de Verenigde Staten waar de erfenis van het racisme nog altijd merkbaar is.

## Levensloop
Stevenson groeide op het platteland van Alabama op, in een tijd dat de Jim Crow-wetten in het zuiden domineerden en rassenscheiding daar nog steeds mogelijk was. Geïnspireerd door zijn grootmoeder, een dochter van slaven die nooit naar de middelbare school waren geweest, besloot hij door te studeren.
Allereerst studeerde hij aan het Eastern College, tegenwoordig de Eastern-universiteit in Radnor Township, Pennsylvania. Hier slaagde hij magna cum laude voor zijn bachelorgraad. Hij vervolgde een tweevoudige studie aan de John F. Kennedy School of Government en de Harvard Law School die beide deel uitmaken van de Harvard-universiteit. Aan beide scholen slaagde hij in 1985, met respectievelijk een Master of Public Policy (M.P.P.) en een Juris Doctor (J.D.).
In 1985 ging hij als advocaat aan de slag voor het Southern Center for Human Rights (SCHR) in Atlanta. Hier werkte hij aan rechtszaken op het gebied van halszaken en doodstrafzaken in hoger beroep, met name in de staten Alabama, Georgia, Louisiana en Mississippi.
Vervolgens kreeg hij vanaf 1989 de leiding over het Alabama Capital Representation Resource Center in Montgomery en bood hij juridische hulp aan arme en ter dood veroordeelde gevangenen in het hele land.
In 1995 richtte hij het Equal Justice Initiative (EJI) op in Montgomery, waarover hij zelf ook de leiding nam. Het EJI is een non-profitorganisatie dat juridische hulp biedt aan arme verdachten en veroordeelden van halszaken en hen vertegenwoordigt op alle momenten van een proces, het hoger beroep en na de uitspraak van het vonnis. Tot 2009 ondersteunde het EJI minstens 75 veroordeelde gevangenen en werkte hij mee aan de hervorming van de lokale rechtsgang op het gebied van strafrecht. Tot tweemaal toe zette hij een zaak door tot aan het federale Hooggerechtshof.
Sinds 1998 is hij daarnaast hoogleraar aan de New York University School of Law voor klinisch recht (clinical law).

## Erkenning
Stevenson werd meermaals onderscheiden met een eredoctoraat en ontving een groot aantal onderscheidingen, waaronder de Wisdom Award for Public Service van de American Bar Association, de National Medal of Liberty van de American Civil Liberties Union (1991), de Genius Award van het MacArthur Fellowship-programma, de Reebok Human Rights Award (1989), de Olof Palme-prijs (2000), de Four Freedoms Award voor vrijwaring van vrees (2011) en een groot aantal andere prijzen.